# Edvard Beyer

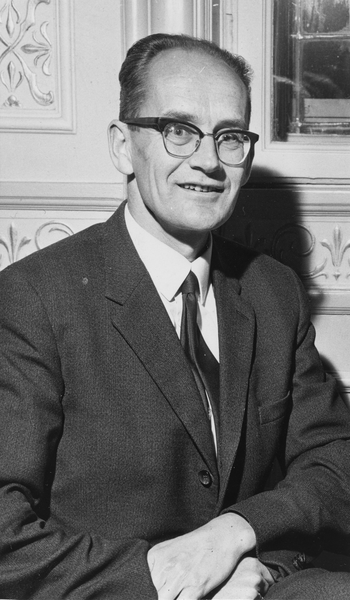
Edvard Beyer

Edvard (Freydar) Beyer (* 6. Oktober 1920 in Haugesund; † 11. November 2003) war ein norwegischer Literaturhistoriker. Von 1958 bis zu seiner Pensionierung 1990 war er Professor für nordeuropäische Literatur an der Universität Oslo.
Beyer wuchs in Bergen auf, wo sein Vater Harald Lehrer und später Professor für europäische Literatur war. 1953 wurde Edvard Beyer zunächst Dozent an der dortigen Universität, 1958 dann Professor in Oslo. Seit 1959 war er Mitglied der Norwegischen Akademie der Wissenschaften. 1977–1979 war er Vorsitzender von Det norske språk- og litteraturselskap (Norwegische Sprach- und Literaturgesellschaft). Außerdem war er im Norsk Kulturråd (Norwegischer Kulturrat) aktiv.
Edvard Beyer verfasste unter anderem Biographien über Hans E. Kinck, über den er auch seine Doktorarbeit schrieb, sowie Henrik Ibsen, Nordahl Grieg und Knut Hamsun. Nach dem Tod seines Vaters erweiterte er dessen sechsbändige Norges litteraturhistorie (Norwegische Literaturgeschichte). 
1997 wurde Beyer das Ritterkreuz erster Klasse des Sankt-Olav-Ordens verliehen.